# Overfly
《Overfly》是日本歌手春奈露娜的第2张单曲唱片，总共收录三首歌曲，于2012年11月28日由SME Records发行。

## 概要
《Overfly》为出道作《蒼穹高處風在歌唱》推出约6个月后的作品，是春奈的第2张单曲，同时也是电视动画《刀劍神域》妖精之舞篇的片尾曲。2012年8月底，春奈正式公布了该曲发售的消息。
标题曲的歌词描述了恋爱的苦恼与纠结，同时也写出了女主角直叶思念桐人的感情，并将她的这种感情以歌唱的形式表现出来。春奈录音时也是以直叶的视角来歌唱，在歌曲高潮部分歌声的处理上下了不少工夫。
该单曲分为3个版本推出，分别为初回生产限定盘、通常盘、SAO盘（期间限定盘）。初回生产限定盘附属一张BD光盘，内容为《Overfly》的音乐影片以及音乐影片制作花絮。SAO盘（期间限定盘）为精装版，封面印有动画图案，图案为主角莉法的插画，其CD额外收录了本曲的电视播出版本，另外SAO盘还附属一张DVD光盘，内容是《Overfly》的音乐影片以及《刀剑神域》妖精之舞篇片尾曲的视频片段。

## 销售成绩
在2012年12月1日公布的Oricon日间排行榜中，《Overfly》排名第3位，随后该曲又以售出1.9万张的成绩在2012年12月10日公布的Oricon周度排行榜中排名第7，刷新了春奈露娜发售的单曲在该榜的最高排名。截至2015年11月，《Overfly》仍是春奈唯一一张曾进入Oricon周榜前十的单曲。
与此同时，本曲在2012年12月10日公布的Billboard Japan Hot Animation排行榜中仅次于宇多田光的《樱花纷飞》排名第2位。另外，本曲在同日公布的Hot 100、Hot Singles Sales与Hot Top Airplay中分别取得第12位、第6位以及第45位。而Nielsen SoundScan Top 20排行榜方面，本曲的最高排名是第7名。

## 评价
本曲在CD Journal獲得的评价为“这首可以称得上是正统流行曲的乐曲，突出了春奈出色的表现力。”

## 收录曲

### 初回生产限定盘、通常盘
1. Overfly [4:30]
  - 作詞、作曲、編曲：Saku
2. 祈禱 [5:27]
  - 作詞、作曲：小川智之，編曲：森空青
3. 魔法之城、真實之書（魔法の城、真実の書物。） [3:34]
  - 作詞、作曲・編曲：
4. Overfly 〜instrumental〜

Blu-ray（初回限定盘）
1. Overfly（Music Video）
2. Overfly（Music Video Making Movie）

### 期间生产限定盘
1. Overfly [4:30]
2. 祈禱 [5:27]
3. 魔法之城、真實之書（魔法の城、真実の書物。） [3:34]
4. Overfly -TV size- [1:36]

DVD
1. Overfly（Music Video）
2. 《刀劍神域》妖精之舞篇Non credit ED錄像（「ソードアート・オンライン」フェアリィ・ダンス編ノンテロップED映像）

## 收录专辑
| 曲名    | 收录专辑    | 發售日        | 備註            |
| ------- | ----------- | ------------- | --------------- |
| Overfly | 《OVERSKY》 | 2013年8月21日 | 第1张录音室专辑 |